# Placówka Straży Celnej „Biały Szarlej”

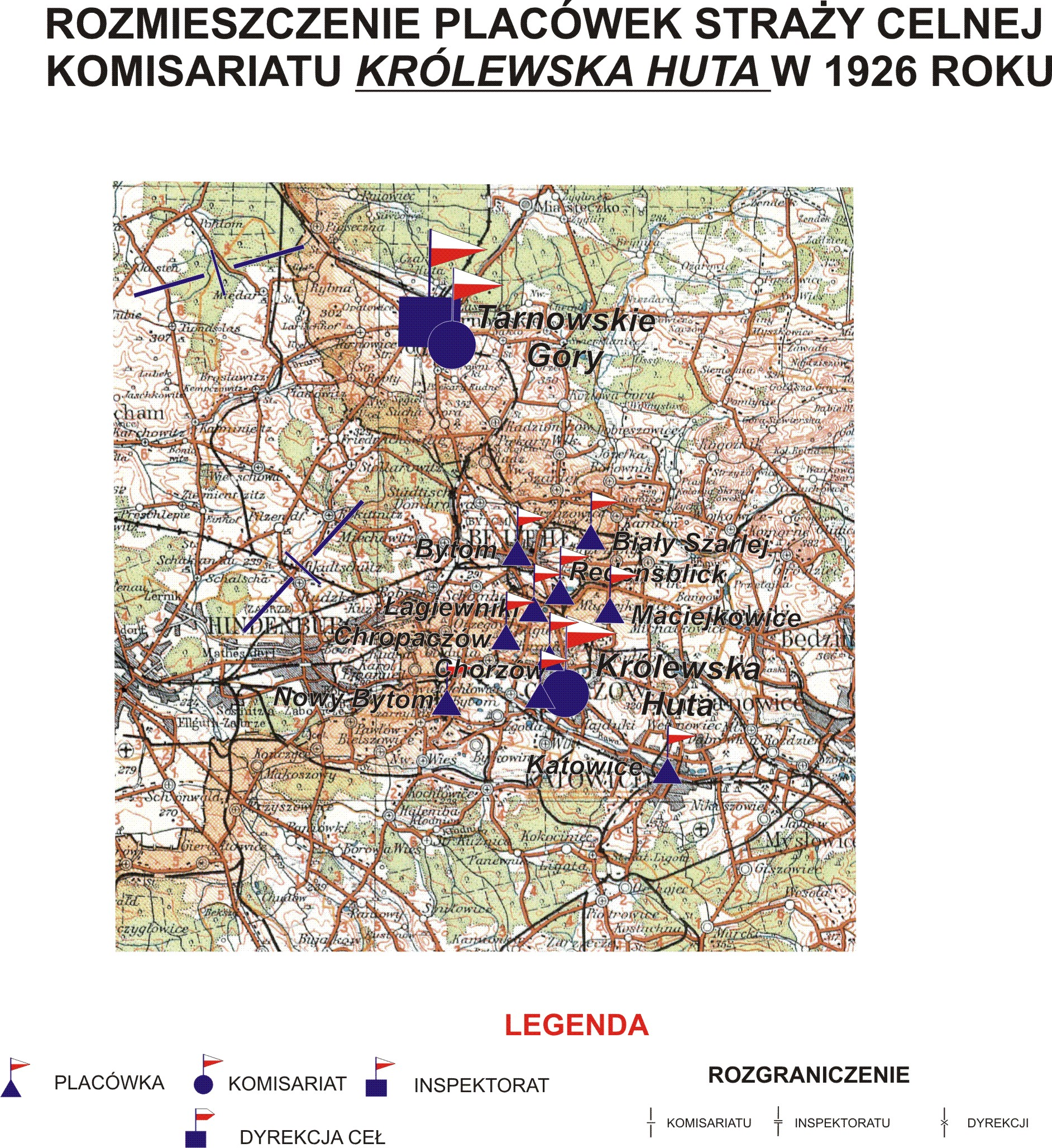
Rozmieszczenie placówek SC komisariatu Królewska Huta w 1926

Placówka Straży Celnej „Biały Szarlej” – jednostka organizacyjna Straży Celnej pełniąca w okresie międzywojennym służbę ochronną na granicy polsko-niemieckiej.

## Formowanie i zmiany organizacyjne
Na wniosek Ministerstwa Skarbu, uchwałą z 10 marca 1920 roku, powołano do życia Straż Celną. Od połowy 1921 roku jednostki Straży Celnej rozpoczęły przejmowanie odcinków granicy od pododdziałów Batalionów Celnych. Proces tworzenia Straży Celnej trwał do końca 1922 roku. 
Objęcie granicy na Śląsku przez Straż Celną nastąpiło 16 czerwca 1922 roku. W Tarnowskich Górach utworzony został komisariat Straży Celnej. W ramach komisariatu powołano placówka Straży Celnej  „Szarlej”. W ramach komisariatu Straży Celnej „Królewska Huta” powstała placówka Straży Celnej „Biały Szarlej”.
Z dniem 15 stycznia 1928 roku, w ramach Inspektoratu SC w Piaśnikach, powołany został komisariat Straży Celnej „Dąbrówka Wielka”. Przejął on z rozwiązywanego komisariatu „Łagiewniki” placówki: „Biały Szarlej” i „Maciejkowice”. Z komisariatu SC Tarnowskie Góry przejął on placówki Straży Celnej: „Buchacz” i „Szarlej”. 
W drugiej połowie 1927 roku przystąpiono do gruntownej reorganizacji Straży Celnej. W praktyce skutkowało to rozwiązaniem tej formacji granicznej. Ochronę północnej, zachodniej i południowej granicy państwa przejęła powołana z dniem 2 kwietnia 1928 roku Straż Graniczna.
Rozkazem nr 4 z 30 kwietnia 1928 roku w sprawie organizacji Śląskiego Inspektoratu Okręgowego dowódca Straży Granicznej gen. bryg. Stefan Pasławski określił strukturę organizacyjną komisariatu SG „Kamień”. Placówka Straży Granicznej I linii „Szarlej” znalazła się w jego strukturze.

## Funkcjonariusze placówki
Kierownicy placówki
| stopień    | imię i nazwisko, numer | okres pełnienia służby | kolejne stanowisko |
| ---------- | ---------------------- | ---------------------- | ------------------ |
| przodownik | Alojzy Wolnik (1057)   | był w 1926             |                    |

Obsada personalna placówki w 1926:
- przodownik Alojzy Wolnik (1057)
- starszy strażnik Paweł Wicher (1045)
- starszy strażnik Robert Wójcik (1059)
- starszy strażnik Filip Francik (1018)
- starszy strażnik Franciszek Krawiec (414)
- strażnik Szczepan Jośko ((385)
- strażnik Jan Wasilewski (1305)
- strażnik Władysław Smolarek (1298)
- strażnik Franciszek Cierpka (1158)
- strażnik Antoni Gięda (618)
- strażnik Feliks Niewiedzioł (712)
- strażnik Piotr Wojtkowski (1308)
- strażnik Antoni Koj (472)
- strażnik Jan Baszyński (1156)
- strażnik Jakub Starański (1292)
- strażnik Bolesław Pasieczny (1312)
- strażnik Józef Rzepecki (1289)
- strażnik Marian Kowalski (1133)
- strażnik Karol Chrobok (127)
- strażnik Antoni Szkudlarek (1097)